# Princeton Ocean Model
Il Princeton Ocean Model (POM) è un modello numerico per la circolazione oceanica che può essere usato per simulare e predire le correnti oceaniche, le temperature, la salinità e altre proprietà dell'acqua. 

## Sviluppo
Il codice modello fu originariamente sviluppato all'Università di Princeton da G. Mellor e Alan Blumberg in collaborazione con H. James Herring e Richard C. Patchen di Dynalysis of Princeton. Il modello incorpora lo schema della turbolenza di Mellor-Yamada sviluppato agli inizi degli anni 1970 da George Mellor e Ted Yamada; questo sottomodello della turbolenza è ampiamente utilizzato da molti modelli oceanici e atmosferici. A quel tempo i primi modelli oceanici computerizzati come il modello Bryan-Cox (sviluppato alla fine degli anni 1960 al Geophysical Fluid Dynamics Laboratory (GFDL) e che in seguito divenne il Modular Ocean Model (MOM), erano per lo più orientati a fornire simulazioni approssimative della circolazione oceanica su grande scala, e si sentiva quindi l'esigenza di modelli numerici in grado di gestire processi oceanici costali con un'elevata risoluzione. Il modello di Blumberg–Mellor  che in seguito divenne il POM, includeva nuove caratteristiche come la superficie libera per gestire le maree, coordinate verticali sigma (che seguono il terreno) per gestire topografie complesse e acque basse, una griglia curvilinea per gestire le linee costali e uno schema della turbolenza per gestire il mescolamento verticale. Nei primi anni 1980 il modello veniva usato principalmente per simulare gli estuari come l'estuario Hudson–Raritan (da parte di Leo Oey) e il Delaware Bay di Boris Galperin. Ci furono anche i primi tentativi di usare un modello a coordinate sigma per i problemi a scala di bacino che erano iniziati con il modello a risoluzione approssimativa del Golfo del Messico (Blumberg e Mellor) e i modelli dell'Oceano Artico con l'inclusione dell'accoppiamento ghiaccio-oceano da parte di Lakshmi Kantha e Sirpa Hakkinen.
Nei primi anni 1990 quando il web e i browser cominciarono a svilupparsi, il POM divenne uno dei primi codici modello oceanici che erano disponibili gratuitamente via web. La formazione di un gruppo di utilizzatori del POM e il suo supporto web (da parte di Tal Ezer) produsse un aumento continuo degli utilizzatori del POM che crebbero dall'iniziale dozzina di utenti americani degli anni 1980 a oltre 1000 utenti nel 2000 e a oltre 4000 nel 2009, in oltre 70 paesi del mondo. Negli anni 1990 l'utilizzo del POM fu esteso a simulazioni del Mar Mediterraneo da Zavatarelli e si ebbero le prime simulazioni con un modello a coordinate sigma dell'intero Oceano Atlantico per ricerche da parte di Ezer.
Lo sviluppo dello schema di interpolazione ottimale dell'assimilazione dei dati di Mellor-Ezer che proietta i dati della superficie ottenuti via satellite in strati profondi, permise la costruzione dei primi sistemi di previsioni oceaniche per la corrente del Golfo e il funzionamento operativo delle previsioni per la costa orientale degli Stati Uniti al National Weather Service del NOAA. In seguito apparvero anche i sistemi di previsione per altre regioni come i Grandi Laghi, il Golfo del Messico, il Golfo del Maine e il fiume Hudson. 

## Modelli derivati
Tra la fine degli anni 1990 e i primi del 2000 sono stati sviluppati altri modelli oceanici comunitari che seguono il terreno; essi includevano sia qualcuna delle caratteristiche originarie del POM che miglioramenti nella parametrizzazione e nel calcolo. Tra i discendenti diretti del POM si può includere la versione commerciale nota come "Modello oceanico costiero e degli estuari" (ECOM = Estuarine and Coastal Ocean Model), il Navy Coastal Ocean Model (NCOM) e il Finite Volume Coastal Ocean Model (FVCOM). 
Gli sviluppi recenti del POM includono un sistema generalizzato delle coordinate che combina griglie sigma e di livello "z" (Mellor and Ezer), la possibilità di gestire le inondazioni per permettere la simulazione degli allagamenti e prosciugamenti dei terreni (Oey) e l'accoppiamento delle correnti oceaniche con le onde di superficie (Mellor). Inoltre continuano gli sforzi per migliorare il mescolamento turbolento (Galperin, Kantha, Mellor e altri).  

## Meeting degli utenti
Inizialmente i meeting degli utenti del POM venivano organizzati a distanza di pochi anni gli uni dagli altri; più recentemente essi sono stati allargati per includere anche altri modelli e ridenominati International Workshop on Modeling the Ocean (IWMO).
La lista dei meeting è la seguente:
- 1. 1996, 10–12 giugno, Princeton, NJ, USA (POM96)
- 2. 1998, 17–19 febbraio, Miami, FL, USA (POM98)
- 3. 1999, 20–22 settembre, Bar Harbor, ME, USA (SigMod99)
- 4. 2001, 20–22 agosto, Boulder, CO, USA (SigMod01)
- 5. 2003, 4–6 agosto, Seattle, WA, USA (SigMod03)
- 6. 2009, 23–26 febbraio, Taipei, Taiwan (1st IWMO-2009)
- 7. 2010, 24–26 maggio, Norfolk, VA, USA (2nd IWMO-2010; IWMO-2010)
- 8. 2011, 6–9 giugno, Qingdao, Cina (3rd IWMO-2011; IWMO-2011)
- 9. 2012, 21–24 maggio, Yokohama, Giappone (4th IWMO-2012; )
- 10. 2013, 17–20 giugno, Bergen, Norvegia (5th IWMO-2013; )
- 11. 2014, 23–27 giugno, Halifax, Nova Scotia, Canada (6th IWMO-2014; )
- 12. 2015, 1–5 giugno, Canberra, Australia (7th IWMO-2015; ).

I lavori presentati nei meeting sono pubblicati in apposite edizioni speciali da Ocean Dynamics :
(IWMO-2009 Part-I, IWMO-2009 Part-II, IWMO-2010, IWMO-2011,IWMO-2012, IWMO-2013).